# Deneuve
Deneuve fue una banda de pop e indie pop española de origen cordobés. 

## Historia
Se dieron a conocer en el certamen musical provincial Desafinado 2001 (en el que también triunfaron los grupos Limousine y Blue Channel), siendo considerados la banda más creativa e innovadora. Después de esta victoria, sus canciones comenzaron a sonar en las radios nacionales y consiguieron firmar su primer contrato con la discográfica zaragozana Grabaciones en el Mar. 
El 5 de noviembre de 2002, Deneuve publica su primer disco, El Amor Visto Desde El Aire, grabado en los Estudios Hanare de Córdoba, y que trata sobre las historias de amor, estando cada tema del mismo dedicado a las distintas fases que atraviesan las relaciones. El disco incluye además un videoclip del realizador Miguel Ángel Sánchez, y un prólogo del poeta Pablo García Casado. 
Tras la publicación de su primer disco, el trabajo de Deneuve empieza a ser reconocido a nivel nacional por revistas especializadas como Muzikalia o MondoSonoro y emisoras de radio como Radio3, siendo incluidos en el programa Nuevo Talento, con el que la multinacional FNAC distingue el potencial de diversos jóvenes creadores. Además del éxito de crítica, Deneuve obtiene el respaldo del público en una gira que les lleva a los escenarios de Madrid, Barcelona y Valencia. Es precisamente el concierto de Barcelona, en el Teatro L'Espai, el que acompañaría a la reedición de El Amor Visto Desde El Aire, un doble disco editado en noviembre de 2003, que incluiría el concierto de Barcelona y que fue bautizado como El Amor Visto Desde L'Espai.
Al mismo tiempo que se publica El Amor Visto Desde L'Espai sale al mercado Llueve Revolución, un álbum en el que Deneuve pone música a nueve poemas de otros tantos jóvenes poetas vinculados a Córdoba (Pablo García Casado, Raúl Alonso, Elena Medel, Ignacio Elguero, Javier Fernández, Carlos Pardo, Vicente Luis Mora, Antonio Luis Ginés y Joaquín Pérez Azaústre). 
A comienzos de 2004 Deneuve actúa en el Gran Teatro de Córdoba, algo excepcional ya que hacía muchos años que no se ofrecía un concierto de pop en este escenario y que demuestra el éxito de Deneuve. 
En 2005 se publica El Adiós Salvaje, un disco con un sonido propio y crudo, y cuya esencia es el adiós visto desde múltiples formas: un suicidio, una ruptura sentimental, un abandono, una relación fugaz, un crimen... El álbum aparece en dos formatos: CD sencillo y CD + un DVD realizado por Miguel Ángel Sánchez, y en el que se muestra el universo Deneuve. 
En 2007 publicaron El codazo de Tassotti, un álbum en el que volvieron a la sencillez más pop de sus orígenes.
El 1 de octubre de 2011 comienza la grabación de su último disco, "Sagrado Corazón", en el estudio La Mina de Raúl Pérez. Este disco sale a la luz en marzo de 2012 con canciones con las que nos dicen adiós, moviéndose en las mismas coordenadas líricas y musicales en las que han desarrollado toda su carrera.

## Discografía

### Álbumes
- El Amor Visto Desde El Aire (2002)
- Llueve Revolución (2003)
- El Adiós Salvaje (2005)
- El codazo de Tassotti (2007)
- Anticiclones y borrascas (recopilatorio y rarezas) (2009)
- Sagrado Corazón (2012)

### Otros
- El Amor Visto Desde L'Espai (Reedición de El Amor Visto Desde El Aire) (2003)
- Plan de Excelencia / Tiempos de Guerra (Mini-EP) (2004)
- El Adiós Salvaje (CD + DVD) (Edición especial limitada de El Adiós Salvaje) (2005)